# Sympycnus gloriosus
Sympycnus gloriosus är en tvåvingeart som först beskrevs av Frey 1925.  Sympycnus gloriosus ingår i släktet Sympycnus och familjen styltflugor. Inga underarter finns listade i Catalogue of Life.